# Adriana (växter)
Adriana är ett släkte av törelväxter. Adriana ingår i familjen törelväxter.
Kladogram enligt Catalogue of Life:
| Adriana | \| \| Adriana quadripartita \| \| \| \| \| \| Adriana urticoides \| \| \| \| |
|         | \| \| Adriana quadripartita \| \| \| \| \| \| Adriana urticoides \| \| \| \| |
|         | Adriana quadripartita                                                        |
|         |                                                                              |
|         | Adriana urticoides                                                           |
|         |                                                                              |